# Nieuport 24
Nieuport 24 – francuski jednomiejscowy samolot myśliwski z okresu I wojny światowej.

## Historia

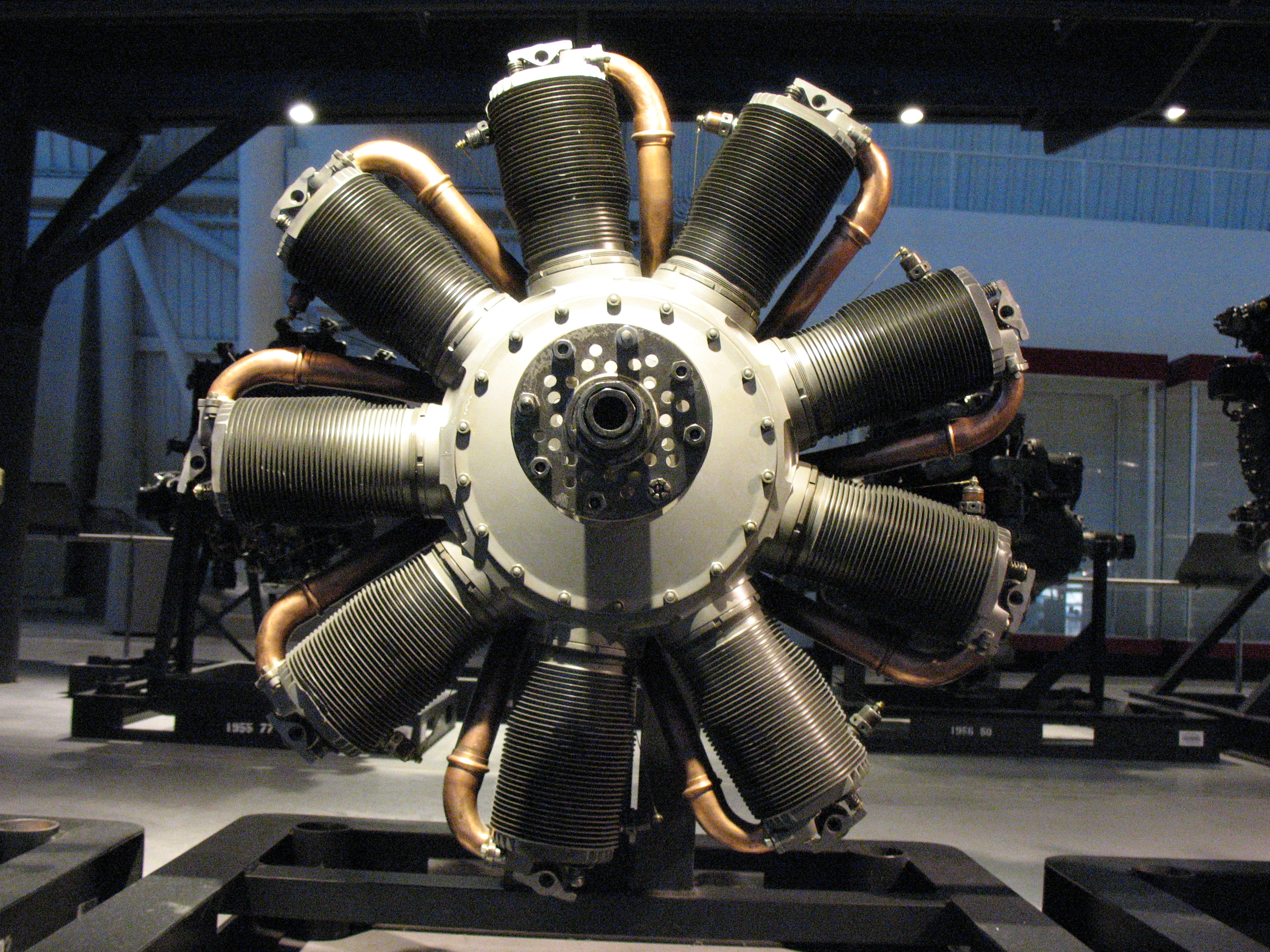
Silnik rotacyjny Le Rhône 9J

Nieuport 24 stanowił wersję rozwojową francuskiego myśliwca Nieuport 17bis. Nieuport 24C1, oblatany w 1917 roku, był konstrukcją wytwórni Societe Anonyme des Establissements Nieuport powstałą pod kierownictwem inż. Gustawa Delage. Zbudowany w koncepcji półtorapłata (płat dolny ma dużo mniejsze rozmiary niż górny) samolot był bardzo podobny do poprzednika – różnił się głównie zastosowaniem nowego usterzenia poziomego i pionowego – w obrys steru kierunku z kompensacją rogową wtopiono niewielki statecznik pionowy, którego zadaniem była poprawa stateczności. Samolot miał również zmienioną konstrukcję płatów – profil skrzydeł otrzymał większą wypukłość (a przez to uzyskano większą siłę nośną), zaś na krawędzi natarcia płata górnego zastosowano sklejkowy keson sięgający do pierwszego dźwigara. Poprawiło to aerodynamikę maszyny i usztywniło konstrukcję płata (wcześniej płótno zapadało się, zmieniając kształt skrzydeł). Wzmocniono też dźwigary przez owinięcie ich taśmą na całej długości, a połączenie słupków z dźwigarem wzmocniono metalowymi nakładkami. Kolejnymi zmianami w stosunku do pierwowzoru były: zaokrąglenie końcówek lotek na górnym płacie oraz użycie nieoprofilowanej drewnianej płozy ogonowej zakończonej piórem resora. Do napędu zastosowano użyty już w modelu Nieuport 23 silnik rotacyjny Le Rhône 9Jb o mocy 88 kW (120 KM) z tłokami wykonanymi z aluminium. Wprowadzone udoskonalenia nie spowodowały jednak znaczącej poprawy osiągów samolotu, gdyż zarówno układ konstrukcyjny (półtorapłat), jak też i napęd (silnik rotacyjny) zaczęły zbliżać się do kresu swoich możliwości technologicznych. Zdarzały się przypadki urywania się dolnego płata i katastrofy lotnicze.
Z powodu małej skuteczności nowego steru kierunku powrócono do sprawdzonego usterzenia z modelu Nieuport 17, co nie tylko nie pogorszyło osiągów samolotu, ale znacznie uprościło produkcję. Wersja ta otrzymał oznaczenie Nieuport 24bisC1 i była produkowana zarówno we Francji, jak i na licencji we Włoszech i w zakładach Duks w Moskwie (w latach 1917–1920).

## Konstrukcja
Był to jednomiejscowy dwupłat konstrukcji mieszanej. Przednią część kadłuba stanowiła kratownica z rur stalowych, zaś tylną kratownica drewniana wzmocniona drutem. Samolot był kryty w większości płótnem (jedynie osłonę silnika wykonano z aluminium). Boki samolotu oprofilowane listwami jesionowymi, przekrój kadłuba trapezowy. Płaty konstrukcji drewnianej (górny dwudźwigarowy, dolny jednodźwigarowy), głównie o płóciennym pokryciu. Drewniane słupki łączące płaty wzmocnione zostały drutami stalowymi, piramidka podtrzymująca płat górny nad kadłubem wykonana została z rurek stalowych. Lotki tylko na płacie górnym, usterzenie klasyczne drewniane, pokryte sklejką. Podwozie dwukołowe, amortyzowane sznurem gumowym, z tylną płozą ogonową. Śmigło dwułopatowe, drewniane. 9-cylindrowy silnik rotacyjny Le Rhône 9Jb o mocy 88 kW (120 KM).
Uzbrojenie stanowił zsynchronizowany karabin maszynowy Vickers kal. 7,7 mm (czasem dodawano strzelający ponad śmigłem Karabin maszynowy Lewis kal. 7,7 mm na mocowaniu Fostera).

## Służba
Myśliwce Nieuport 24 używało podczas I wojny światowej lotnictwo francuskie – Aéronautique Militaire pod wojskowym oznaczeniem Nieuport 24C1 począwszy od połowy 1917 roku, jak również lotnictwo brytyjskie, włoskie i rosyjskie. Samolot ustępował jednak swojemu konkurentowi ze stajni SPAD – modelowi S.VII i szybko przekwalifikowano go na treningowy (pod oznaczeniem Nieuport 24E1). Co jednak ciekawe, czołowy francuski as myśliwski Charles Nungesser wolał używać Nieuporta 24 niż nowszego SPAD S.XIII. Stany Zjednoczone zakupiły do szkolenia 121 takich maszyn, a później jeszcze 140 egzemplarzy wersji 24bis. Jako bojowe służyły natomiast dłużej w lotnictwie Rosji Radzieckiej, m.in. podczas wojny polsko-bolszewickiej w latach 1919–1920.

### Służba w lotnictwie polskim
W polskim lotnictwie służyło kilka egzemplarzy samolotów Nieuport 24 i 24bis, które zdobyto na froncie wschodnim. Jedyna maszyna w wersji 24C1 o numerze 5424, którą zdobyto 19 kwietnia 1919 roku w Wilnie, używana była w 4 eskadrze wywiadowczej do 1920 roku. Samolot wyróżniało godło, którym był diabeł z widłami. Pozostałe egzemplarze zdobyczne (5 sztuk) były w wersji 24bisC1 i służyły w 1., 2., 5., 6., 8. i 14 eskadrze wywiadowczej. Po wojnie ocalałe samoloty znalazły się w szkołach lotniczych. Egzemplarz nr 5086, stanowiący po wojnie własność mjr pil. Juliusza Gilewicza, został w 1929 roku przekazany do Akademickiego Aeroklubu Krakowskiego, gdzie otrzymał znaki rejestracyjne SP-ACU. We wrześniu 1932 roku ustawiono ten samolot nad katafalkiem poległych w katastrofie lotniczej Franciszka Żwirko i Stanisława Wigury, wystawionym na dziedzińcu Zamku Królewskiego na Wawelu. Rozbity został na zawodach lotniczych w październiku 1932 roku.